# Associació de Congressos i Convencions Internacionals
L'Associació de Congressos i Convencions Internacionals, ICCA per les seves sigles en anglès (International Congress and Convention Association) va ser fundada en l'any 1963 per un grup d'agents de viatges amb l'objectiu d'intercanviar informació sobre congressos i convencions internacionals.
Les seves oficines centrals són a Amsterdam, Països Baixos. La ICCA és una associació comercial sense ànim de lucre el principal propòsit del qual és el de ser la comunitat global de l'organització de congressos que permeti als seus membres adquirir i mantenir un avantatge competitiu significatiu.
Té gairebé un miler de membres repartits en uns 90 països arreu del món. Aquests membres es classifiquen en diferents sectors segons el tipus d'empresa, com poden ser: màrqueting de destinació, organització d'esdeveniments, assessorament en esdeveniments, transport, lloc de reunió i membres honoraris. Les empreses i organitzacions que formen part de l'associació i que estan situades a la mateixa àrea geogràfica es divideixen en divisions. Les divisions són: Divisió Africana, Àsia Pacífic, Europea Central, França-Benelux, Ibèrica, Llatinoamericana, Mediterrània, Orient Mitjà, Nord-americana, Escandinava i Regne Unit/Irlanda. El propòsit pel qual es divideixen els membres en sectors i divisions és el de permetre el contacte networking entre membres que tenen certs aspectes en comú i així reforçar les seves activitats comercials en la indústria de la qual formen part.
La ICCA pertany a la següents organitzacions globals: Consell per a la Indústria de Convencions (CIC), Consell per a la Indústria de Reunions (JMIC), Organització Mundial del Turisme (OMT) i la Unió d'Associacions Internacionals (UIA). L'associació té ara una xarxa internacional de proveïdors que estan al servei de la indústria de congressos internacionals.